# Per Wilhelm Palmroth

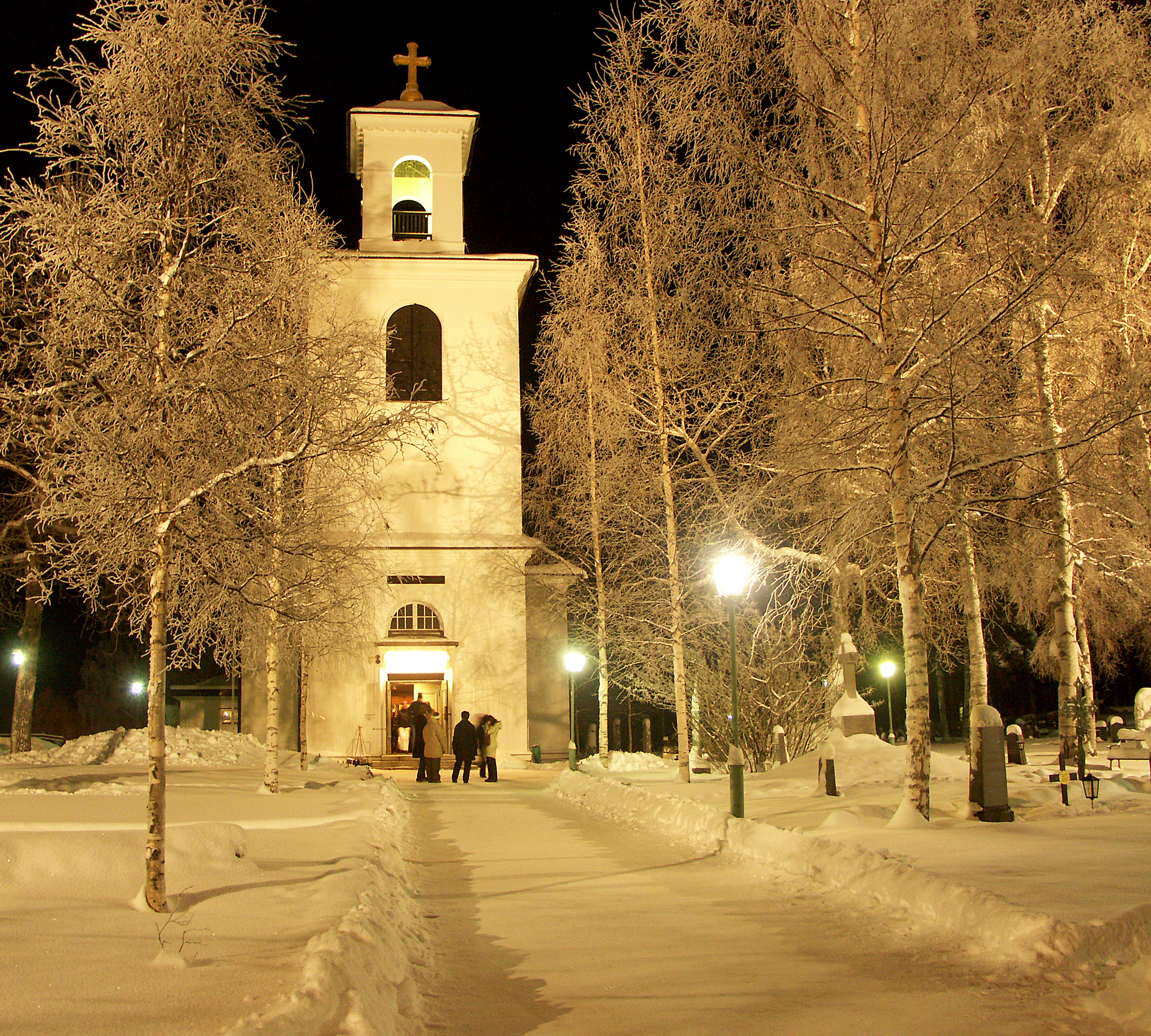
.

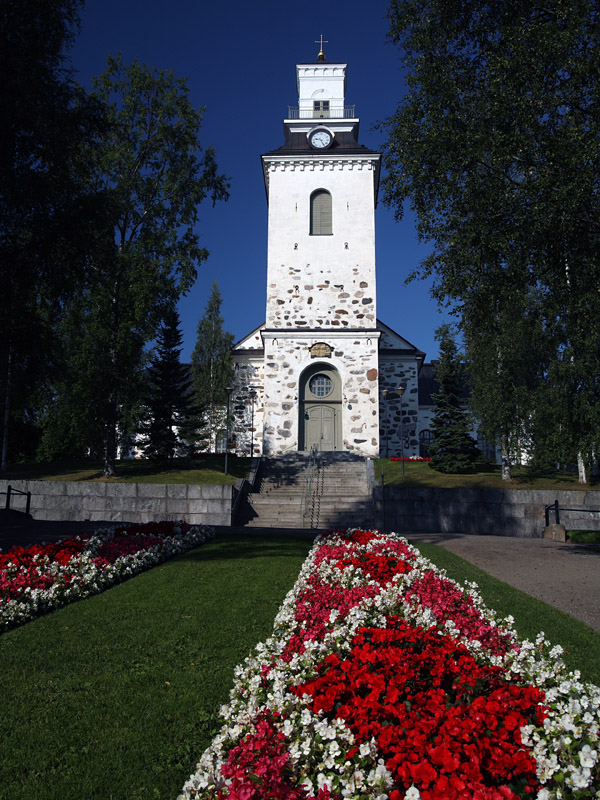
Cathédrale de Kuopio.

Per Wilhelm Palmroth (né vers 1765 et mort vers 1825) est un architecte suédois. 

## Biographie
Palm Roth a enseigné l'architecture civile à l'Académie royale suédoise des Beaux-Arts de 1803 à 1825.
Palm Roth est connu pour les nombreuses églises qu'il a conçues dans différentes régions de Suède et de Finlande.

## Ouvrages
- Église d'Åmål (sv)[1], Åmål
- Église d'Asa (sv), commune de Växjö
- Église de Fliseryd (sv), commune de Mönsterås
- Église d'Hälleberga (sv), commune de Växjö
- Église d'Häradshammar (sv), commune de Norrköping
- Cathédrale de Kuopio, Kuopio
- Église de Kungsholm[2], Kungsholmen
- Église de Långaryd (sv), commune de Hylte
- Église de Lycksele (sv),  Lycksele
- Église de Malmbäck (sv), Malmbäck
- Clocher de l'Église de Piikkiö
- Ancienne église de Pomarkku, Pomarkku
- Église de Vetlanda (sv), Vetlanda
- Église de Virestad (sv), Växjö